# Пелл, Джордж
Джордж Пелл (англ. George Pell; 8 июня 1941, Балларат, Австралия — 10 января 2023, Рим, Италия) — австралийский кардинал. Титулярный епископ Скалы и вспомогательный епископ Мельбурна с 30 марта 1987 по 16 июля 1996. Архиепископ Мельбурна с 16 июля 1996 по 26 марта 2001. Архиепископ Сиднея с 26 марта 2001 по 24 февраля 2014. Председатель комитета «Vox Clara» Конгрегации богослужения и дисциплины таинств с апреля 2003. Префект Секретариата по делам экономики с 24 февраля 2014 по 24 февраля 2019. Кардинал-священник с титулом церкви Санта-Мария-Доменика-Мадзарелло с 21 октября 2003.

## Конклав 2013 года
Участник Конклава 2013 года.
На Конклаве 2013 года кардинал Пелл вошёл в список основных папабилей. Хотя Пелл и рассматривался как папабиль, но Конклав тем не менее избрал новым папой кардинала Хорхе Марио Бергольо.
13 апреля 2013 года кардинал Пелл был назначен в группу кардиналов учреждённую Папой Франциском, ровно через месяц после своего избрания, которая будет консультировать его и изучит план пересмотра Апостольской конституции о Римской курии, «Pastor Bonus». Другими кардиналами, которые стали членами этой группы были: Джузеппе Бертелло — губернатор Ватикана; Франсиско Хавьер Эррасурис Осса — бывший архиепископ Сантьяго-де-Чили; Освальд Грасиас — архиепископ Бомбея; Рейнхард Маркс — архиепископ Мюнхена и Фрайзинга; Лоран Монсенгво Пасиня — архиепископ Киншасы; Шон Патрик О’Мелли — архиепископ Бостона и Оскар Андрес Родригес Марадьяга — архиепископ Тегусигальпы. Епископ Марчелло Семераро, будет выступать в качестве секретаря этой группы. Первое заседание группы запланировано на 1-3 октября 2013 года. Его Святейшество, однако, в настоящее время находится в контакте с вышеупомянутыми кардиналами.

## Обвинения в сексуальном домогательстве
В июне 2002 года Пелл был обвинен в сексуальных домогательствах к 12-летнему мальчику в католическом молодёжном лагере в 1961 году, когда Пелл был семинаристом. Кардинал отрицает все обвинения и принял решение не уходить с поста архиепископа. Заявитель согласился пройти через собственный процесс церкви для жалоб на сексуальные домогательства. Судья Саутуэлл, нанятый церковью и расследовавший это дело, нашёл, что заявитель производил впечатление «человека, который честно описывает свои воспоминания». Несмотря на это впечатление, судья Саутуэлл сказал, что он не может рассмотреть жалобу в пользу истца из-за отсутствия подтверждающих доказательств.

### Королевская комиссия по сексуальным домогательствам
В конце 2012 года австралийское правительство объявило о создании королевской комиссии по расследованию обвинений в педофилии. Во время пресс-конференции Пелл одобрил создание данной комиссии. Тем не менее, позже он заявил, что священники, которые принимают исповедь, должны оставаться связанными тайной исповеди даже если люди признаются в педофилии.

Если признание сделано за пределами исповедальни, то обращение в полицию допустимо… (Но) тайна исповеди неприкосновенна. Если священник знает заранее о такой ситуации, священник должен отказаться услышать признание … Это был бы мой совет, и я бы никогда не согласился слушать исповедь священника, который подозревается в такой вещи.
Оригинальный текст (англ.)If that is done outside the confessional (it can be reported to the police).... (But) the Seal of Confession is inviolable. If the priest knows beforehand about such a situation, the priest should refuse to hear the confession... That would be my advice, and I would never hear the confession of a priest who is suspected of such a thing.

20 мая 2015 года во время расследования королевской комиссии Пелл был обвинён в попытке подкупа жертвы сексуального насилия из Балларата для избежания обнародования факта насилия.
Пелл служил помощником священника в приходской школе Санкт-Алипий в городе Балларат и жил в одном доме с Джеральдом Рисдейлом в 1970 году. Рисдейл, который впоследствии был лишен сана священника, с 1993 по 2013 отбывал наказание за сексуальные преступления против несовершеннолетних. Общее число его жертв составляет 54 человека, младшему из которых было 4 года. Пелл заявил, что он ничего не знал о действиях Рисдейла.
Джордж Пелл был приглашён для дачи показаний Королевской комиссии. Однако его адвокаты предоставили документ о том, что если Пеллу придется лететь из Рима в Австралию, то этим может быть нанесен вред его здоровью. В итоге, 8 февраля 2016 года королевская комиссия одобрила запрос Пелла для дачи показаний по видеосвязи.
14 февраля после отказа Пелла прибыть в Австралию жертвами насилия была запущена кампания под названием Отправить Балларат в Рим (англ. Send Ballarat to Rome, чтобы они смогли присутствовать при даче Пеллом показаний. Кампания достигла своей цели в 55 000 долларов за один день, на следующий день сумма была превышена в два раза, а на третий — в три.
Музыкант Тим Минчин записал песню Вернись домой (Кардинал Пелл) (англ. Come Home (Cardinal Pell), направив все доходы от песни в кампанию Отправить Балларат в Рим. Видео с песней было загружено на Youtube 16 февраля и в течение 24 часов оно набрало более 400 000 просмотров. Песня заняла позицию номер один в чартах прослушиваемых песен в iTunes в Австралии.
26 февраля 2019 года Святой Престол вынес ему запрещение в публичном богослужении.

### Суд
18 июля 2017 года Пелл предстал перед судом в Австралии по обвинению в сексуальных домогательствах.
Судебные заседания по делу Пелла в 2018 году проводились дважды, поскольку первый состав присяжных не смог вынести решение. Суд заслушал показания одного из потерпевших, а другого уже не было в живых. В декабре 2018 года суд признал 77-летнего Пелла виновным в том, что в 1996 году он совершил насильственные сексуальные действия в отношении двух 13-летних мальчиков из хора в комнатах собора в Мельбурне. В феврале 2019 года он был взят под стражу.
7 апреля 2020 года Верховный суд Австралии удовлетворил апелляцию Пелла и отменил приговор. Суд счёл, что существуют обоснованные сомнения в правдивости показаний одного из потерпевших. Пелл был освобождён из под стражи.